# Okręty podwodne typu 800
Okręty podwodne typu 800 – izraelskie okręty podwodne o napędzie konwencjonalnym, wybudowane w niemieckiej stoczni Howaldtswerke-Deutsche Werft będące na wyposażeniu izraelskiej marynarki od końca lat 90. XX wieku. Jednostki te, zwane również typem Dolphin, zastąpiły w służbie okręty typu Gal. Okręty typu 800 stanowią znacząco bardziej zaawansowaną odmianę wcześniejszego niemieckiego typu 209. Ich kadłub zbudowany jest z niemagnetycznej stali o wysokiej ciągliwości. Ulepszona hydrodynamiczne forma kadłuba zapewnia lepszą sprawność pływania podwodnego, zaś umieszczone na dziobie stery głębokości oraz usterzenie rufowe w konfiguracji „X” zapewniają lepszą manewrowość. Rząd niemiecki sfinansował budowę pierwszych dwóch okrętów tego typu, koszt budowy zaś trzeciego pokrył w połowie.

## Historia
Historia izraelskich okrętów podwodnych rozpoczęła się wraz z wejściem do służby w 1959 roku zakupionych w Wielkiej Brytanii okrętów podwodnych typu S. Były to dwa, służące podczas II wojny światowej okręty: HMS „Springer”, który został przemianowany na „Tanin” i HMS „Sanguine”, nazwany w 1959 r. „Rahav”, który przybył do Izraela w 1960 roku. Okręty pomimo swojego zużycia były intensywnie eksploatowane a „Tanin” brał również aktywny udział w wojnie sześciodniowej. Jasne było jednak, że wyeksploatowane jednostki wymagają zastąpienia przez okręty bardziej odpowiadające wymaganiom izraelskiej marynarki. W połowie lat 60. zaczęto rozglądać się za kolejnymi okrętami podwodnymi, niestety poszukiwania nowych jednostek zakończyły się fiaskiem i kolejny raz izraelscy podwodniacy przesiedli się na brytyjskie okręty, tym razem typu T również pamiętające czasy II wojny światowej. Zakupiono trzy okręty HMS „Turpin” (nazwany „Leviathan”), HMS „Totem” („Dakar”) i HMS „Truncheon” („Dolphin”). W 1967 roku po modernizacji w Wielkiej Brytanii do Izraela pierwszy przybył „Leviathan”, podczas rejsu fala zmyła z pokładu dwóch członków załogi. Kolejny okręt „Dakar” nie dotarł do celu swojej podróży. Zatonął wraz z 69 członkami swojej załogi a przyczyna zatonięcia do dziś nie jest do końca wyjaśniona. „Dolphin” bezpiecznie i bez niespodzianek dotarł do portu w Hajfie. Okręty z powodu swojego zużycia nie wzięły udziału w kolejnym konflikcie izraelsko arabskim, wojnie Jom Kipur i w połowie lat 70. trafiły na złom. To co nie udało się dziesięć lat wcześniej, udało się w 1972 roku, kiedy to podpisano kontrakt na budowę trzech jednostek nowego typu Gal. Były to całkowicie nowe okręty zaprojektowane przez niemiecką firmę Ingenieur Kontor Lübeck (IKL) ale wybudowane w brytyjskiej stoczni Vickers Shipbuilding and Engineering w Barrow-in-Furness. Projekt konstrukcyjnie bazował na sprawdzonych jednostkach typu 206. Na początku lat 80. zaczęto szukać następców okrętów typu Gal. Do przygotowania wstępnego projektu nowych jednostek zaangażowane zostały dwa biura konstrukcyjne, holenderskiej stoczni Wilton-Fijenord oraz niemiecki Ingenieur Kontor Lübeck, odpowiedzialne za projekt okrętów typu Gal. Ostatecznie wybrano projekt niemiecki i w 1986 roku rozpoczęto prace konstrukcyjne przy jednostkach oznaczonych jako IKL 800. Dwie niemieckie stocznie Thyssen Nordseewerke i Howaldtswerke-Deutsche Werft utworzyły konsorcjum w celu budowy okrętów dla Izraela pod nazwą Dolphin Consortium. 25 sierpnia 1989 roku podpisano umowę na budowę dwóch jednostek, finansową stronę całego przedsięwzięcia miał wziąć na siebie amerykański Foreign Military Sales. Budowa miała się odbywać w amerykańskiej stoczni Ingalls Shipbuilding, w której miał mieć miejsce końcowy montaż sekcji wybudowanych wcześniej w stoczniach niemieckich. Niestety wzrastające koszty całego programu doprowadziły 30 listopada 1990 roku do podjęcia decyzji o anulowaniu kontraktu. „Z pomocą” przyszła I wojna w Zatoce Perskiej. Na terytorium Izraela zaczęły spadać irackie pociski rakietowe. Istniało spore niebezpieczeństwo, że głowice rakiet mogą zawierać broń chemiczną. Opinia publiczna i rząd izraelski oskarżyły niemieckie przedsiębiorstwa o udział w rozbudowie irackiego potencjału militarnego. W wyniku tych oskarżeń, lobbingu niemieckich stoczni zainteresowanych realizacją izraelskiego kontraktu, kanclerz Niemiec Helmut Kohl podpisał akt o pomocy militarnej i humanitarnej dla Izraela w celu zrekompensowania jego strat poniesionych podczas wojny w Zatoce. W ramach tej pomocy zawarte zostały również środki finansowe mające zapewnić dokończenie budowy okrętów podwodnych. W 1994 roku podpisano kolejną umowę na budowę trzeciego okrętu finansowanego po równo przez Niemcy oraz Izrael. W 2006 Izrael zamówił u ThyssenKrupp (HDW) dwa zmodernizowane okręty Dolphin 2 class (dłuższe o 12 metrów i wypierające o 500 ton więcej) warte po około 500 mln euro każdy, z czego Niemcy zapłaciły trzecią część tej kwoty, w tym 170 mln euro zaliczki na rozpoczęcie produkcji. W 2011 zamówiono szósty okręt, a niemiecka subwencja na jego zakup ma wynieść 135 mln euro.

## Budowa
Poszczególne sekcje okrętów budowano w stoczni Howaldtswerke-Deutsche Werft (HDW). Następnie transportowano je do Thyssen Nordseewerke GmbH gdzie następował ostateczny montaż całości. Gotowe okręty ponownie wracały do HDW gdzie przeprowadzano ich odbiór techniczny.
| Nazwa     | Stocznia                     | Położenie stępki | Wodowanie  | Wejście do służby |
| --------- | ---------------------------- | ---------------- | ---------- | ----------------- |
| Dolphin   | Howaldtswerke-Deutsche Werft | 01.04.1992       | 15.04.1996 | 27.07.1999        |
| Leviathan | Howaldtswerke-Deutsche Werft | 10.1999          | 27.05.1997 | 29.06.1999        |
| Tekumah   | Howaldtswerke-Deutsche Werft | 07.1994          | 09.07.1998 | 22.10.2000        |
| Tanin     | Howaldtswerke-Deutsche Werft | 2007             | 02.2012    | 06.2014           |
| Rahav     | Howaldtswerke-Deutsche Werft | 2008             | 04.2013    | 01.2016           |

## Konstrukcja
Jednokadłubowe okręty konwencjonalne z dwoma pokładami. Kadłub sztywny, spawany ze stali HY-80. Operacyjna głębokość zanurzenia wynosi 300 metrów, głębokość niszczącą określono na 600 metrów. Stery rufowe w kształcie litery X z dwiema dodatkowymi nieruchomymi płytami sterowymi zamocowanymi bezpośrednio do kadłuba. Stery dziobowe zamontowane w górnej części kadłuba. Kiosk okrętów zaopatrzony został w śluzę, przez którą mogą opuszczać jednostkę przewożeni dodatkowi żołnierze np. żołnierze sił specjalnych. Napęd stanowi silnik elektryczny Siemens o mocy 3929 KM połączony bezpośrednio z wałem napędowym. Energię elektryczną zapewniają dwa zespoły baterii akumulatorowych po 120 ogniw każda ładowanych przez trzy generatory spalinowo elektryczne Piller o mocy 915 KM każdy. Generatory napędzane są przez trzy czterosuwowe, 16-cylindrowe diesle MTU 16V 396 SE 84. Okręty zaopatrzone są w jedną siedmiopiórową śrubę. Okręty podwodne posiadają zintegrowany system kierowania i dowodzenia walką ISUS 90-1 TCS. System hydrolokacyjny CSU 90-1 STN Atlas Elektronik, składający się z:
- dziobowego sonaru aktywno-pasywnego DBSQS-21D zapewniającego obserwację okrężną.
- aktywno-pasywnego hydrolokatora dalekiego zasięgu FAS 3-1 z antenami rozmieszczonymi na burtach.
- pasywnego hydrolokatora PRS 3-15, którego trzy anteny znajdują się na powierzchni kadłuba i służą do pomiaru odległości na średnich i krótkich dystansach.
- hydrolokatora pomiaru szumów własnych z anteną umieszczoną na prawej burcie obudowy kiosku.
- hydrolokatora przechwytującego typu IA służącego do przechwytywania sygnałów w bezpośredniej bliskości okrętów, jego antena umieszczona jest w dziobowej części kadłuba.
- telefonu podwodnego, który zasadniczo służy do utrzymywania łączności pod wodą, ale w wyjątkowych sytuacjach może służyć również jako lokalizator obiektów znajdujących się bardzo blisko okrętu.

Okręty posiadają również radar Kelvin Hughes 1007 do śledzenia celów powietrznych i morskich, dwa peryskopy Kolmorgen 76, jeden z nich posiada system informujący o opromieniowaniu wiązką radiolokacyjną. System walki radioelektronicznej Timnex II firmy Elbit Systems przechwytujący i zagłuszający emisję radiolokacyjną, systemy łączności częstotliwości HF, VHF i UHF.

## Uzbrojenie
W dziobowej części kadłuba umieszczone jest dziesięć wyrzutni torpedowych w dwóch rzędach po pięć o kalibrze 533 mm i 650 mm. Okręty przenoszą 10 sztuk środków bojowych w wyrzutniach i 6 składowanych na dolnym pokładzie. Wśród środków bojowych mogą się znaleźć torpedy DM2A3 i przeciwokrętowe pociski manewrujące UGM-84 Harpoon. Według niepotwierdzonych spekulacji, okręty te mogą przenosić również wystrzeliwaną z wyrzutni torpedowych 650 mm morską wersję pocisków manewrujących AGM-142 Have Nap uzbrojonych w głowicę jądrową o mocy 200 kT.